# 막창자꼬리 절제술
막창자꼬리 절제술(appendectomy, appendicectomy, 충수 절제술, 맹장꼬리절제술, 충수 체제술)은 막창자꼬리(장의 일부)를 제거하는 외과 수술이다. 막창자꼬리 절제술은 일반적으로 복잡한 급성 막창자꼬리염을 치료하기 위한 긴급 또는 응급 시술로 수행된다.

## 같이 보기
- 미로염
- 막창자꼬리
- 막창자꼬리염